# Янь Хань
Янь Хань (кит. упр. 闫涵, пиньинь Yán Hán; 6 марта 1996, Харбин) — китайский фигурист, выступающий в одиночном катании. Бронзовый призёр чемпионата четырёх континентов (2013, 2015, 2016), бронзовый призёр Азиатских игр (2017), победитель Гран-при Китая (2013) и четырёхкратный чемпион Китая (2010, 2011, 2018, 2020).

## Карьера
После юниорских побед произошёл заметный спад. Выиграл лишь бронзовую медаль на чемпионате четырёх континентов.
Выиграл в олимпийском сезоне домашний этап Гран-при, а на следующий год на домашнем этапе после короткой программы шёл на третьем месте. Но на разминке перед произвольной программой столкнулся с олимпийским чемпионом Юдзуру Ханю. Однако вышел на старт и в послешоковом состояние откатал с нескольками падениями произвольную и сместился с третьего места. На чемпионате Китая 2015 года занял второе место. В феврале 2015 года он выступал на чемпионате четырёх континентов в Сеуле. Янь хорошо откатал короткую программу, а в произвольной улучшил своё прежнее спортивное достижение и в том числе и в сумме. При этом он сумел во второй раз завоевать бронзовую медаль. На домашнем чемпионате мира в Шанхае Янь неплохо стартовал в короткой программе и шёл на 5-м месте; однако в произвольной его результат был неудачным (13-е место). В итоге он замкнул десятку лучших. В середине апреля на заключительном старте сезоне на командном чемпионате мира в Японии китайский фигурист выступил удачно в обоих видах программ.
В октябре 2015 года фигурист стартовал в новом сезоне на этапе серии Гран-при Skate America в итоге он оказался четвёртым. Через две недели последовало выступление на домашнем Кубке Китая в серии Гран-при, он там занял уверенно третье месте. В конце февраля 2016 года он выступил на континентальном чемпионате, где замкнул тройку и улучшил свои прежние достижения в сумме и произвольной программе. В начале апреля на мировом чемпионате в Бостоне китайский одиночник выступил неудачно и не смог выйти в финальную часть чемпионата. В межсезонье китайская федерация добавила к тренерскому штабу ещё и Цин Пан.
Предолимпийский сезон китайский фигурист начал в конце октября он выступал на этапе Гран-при в Миссиссоге, где на Кубке федерации Канады занял место в десятке В середине ноября он принял участие на своём втором в этом сезоне этапе Гран-при в Пекине, где на Кубке Китая занял пятое место. В феврале фигурист выступал в Канныне на континентальном чемпионате, который он завершил в десятке. Через неделю китайский спортсмен принял участие в Саппоро в VIII зимних Азиатских играх, где он выиграл бронзовую медаль. Далее последовала травма и Янь досрочно завершил сезон.
Новый олимпийский сезон китайский одиночник начал в середине октября 2017 года в Ницце, где уверенно занял первое место на Кубке города. Через три недели фигурист выступил на домашнем этапе серии Гран-при в Пекине, где финишировал в середине таблицы. В конце ноября на американском этапе в Лейк-Плэсиде он вновь финишировал в середине турнирной таблицы. В конце декабря на национальном чемпионате КНР фигурист в третий раз стал чемпионом страны. Через месяц на континентальном чемпионате в Тайбэе его постигла неудача, он смог финишировать только замкнув десятку лучших фигуристов-одиночников. В начале февраля ещё до открытия Олимпийских игр в Южной Корее спортсмен начал соревнования в командном турнире. Он в Канныне финишировал в конце турнирной таблицы. В дальнейшем сборная КНР не вышла в финальную часть. В середине февраля начался личный турнир Олимпийских игр китайский фигурист выступил неудачно. Он сумел пройти в финальную часть соревнований, но занял место в третьей десятке.

## Программы
| Сезон     | Короткая программа | Произвольная программа | Показательные выступления                                                                        |
| --------- | --- | --- | ------------------------------------------------------------------------------------------------ |
| 2020–2021 | - A Thousand Years Кристина Перри, Дэвид Ходжес в исп. Boyce Avenue хореография: Лори Николь                               | - «Ла-Ла Ленд»: - Mia & Sebastian’s Theme Джастин Гурвиц - City of Stars & Audition Medley Джастин Гурвиц, Бендж Пасек, Джастин Пол в исп. Джон Ледженд хореография: Юка Сато, Курт Браунинг | - «Ла-Ла Ленд» (саундтрек) Джастин Гурвиц                                                        |
| 2019–2020 | - A Thousand Years Кристина Перри, Дэвид Ходжес в исп. Boyce Avenue хореография: Лори Николь                               | - «Ла-Ла Ленд»: - Mia & Sebastian’s Theme Джастин Гурвиц - City of Stars & Audition Medley Джастин Гурвиц, Бендж Пасек, Джастин Пол в исп. Джон Ледженд хореография: Юка Сато, Курт Браунинг | - I'll Take Care Of You в исп. Бет Харт, Джо Бонамасса                                           |
| 2017–2018 | - A Thousand Years Кристина Перри, Дэвид Ходжес в исп. Boyce Avenue хореография: Лори Николь                               | - I'll Take Care Of You Брук Бентон в исп. Бет Харт, Джо Бонамасса хореография: Лори Николь                                                                                                  |                                                                                                  |
| 2016–2017 | - I'll Take Care Of You Брук Бентон в исп. Бет Харт, Джо Бонамасса хореография: Лори Николь                                | - «Ромео + Джульетта»: Крэйг Армстронг - Kissing You Des'ree - Balcony Scene - Tybalt Arrives - Fight Scene хореография: Лори Николь                                                         | - I Put a Spell On You Screamin’ Jay Hawkins                                                     |
| 2015–2016 | - Sing, Sing, Sing Луи Прима хореография: Лори Николь                                                                      | - «Ромео + Джульетта»: Крэйг Армстронг - Kissing You Des'ree - Balcony Scene - Tybalt Arrives - Fight Scene хореография: Лори Николь                                                         | - Destiny Aska                                                                                   |
| 2014–2015 | - If I were a rich man (из мюзикла «Скрипач на крыше») хореография: Лори Николь                                            | - Fly Me to the Moon Барт Говард хореография: Лори Николь | - Lonely Akon - Welcome to the Pleasuredome Frankie Goes to Hollywood хореография: Курт Браунинг |
| 2013–2014 | - Minor Waltz Michel Portal в исп. Лоран Корсья хореография: Лори Николь                                                   | - Gourmet Valse Tartare (из фильма «Ганнибал») Бадельт, Клаус - The Blue Danube Иоганн Штраус II хореография: Лори Николь                                                                    | - The Impossible Dream Mitch Leigh, Joe Darion хореография: Jiang Hailan                         |
| 2012–2013 | - Jalousie «Tango Tzigane» Якоб Гаде - Adiós Nonino Астор Пьяццолла - Libertango Астор Пьяццолла хореография: Jiang Hailan | - Маскарад Арам Хачатурян хореография: Jiang Hailan | - La Vie en rose Луи Армстронг хореография: Jiang Hailan                                         |
| 2011–2012 | - Waltz No.2 Дмитрий Шостакович хореография: Jiang Hailan                                                                  | - Zigeunerweisen Пабло де Сарасате хореография: Jiang Hailan | - La Vie en rose Луи Армстронг хореография: Jiang Hailan                                         |
| 2010–2011 | - Клуб «Коттон» Джон Барри хореография: Jiang Hailan                                                                       | - Zigeunerweisen Пабло де Сарасате хореография: Jiang Hailan | - Embraceable You Род Стюарт хореография: Jiang Hailan                                           |
| 2009–2010 | - Клуб «Коттон» Джон Барри хореография: Jiang Hailan                                                                       | - Rhapsody in Blue Джордж Гершвин хореография: Jiang Hailan |                                                                                                  |

## Результаты
| Соревнование                                                                        | 09/10         | 10/11         | 11/12         | 12/13         | 13/14         | 14/15         | 15/16         | 16/17         | 17/18         | 19/20         | 20/21         |
| Международные                                                                       | Международные | Международные | Международные | Международные | Международные | Международные | Международные | Международные | Международные | Международные | Международные |
| ----------------------------------------------------------------------------------- | ------------- | ------------- | ------------- | ------------- | ------------- | ------------- | ------------- | ------------- | ------------- | ------------- | ------------- |
| Олимпийские игры                                                                    |               |               |               |               | 7             |               |               |               | 23            |               |               |
| Чемпионат мира                                                                      |               |               |               |               | 7             | 10            | 26            | WD            |               |               | 13            |
| Чемпионат четырёх континентов                                                       |               |               |               | 3             |               | 3             | 3             | 10            | 10            | 10            |               |
| Финал Гран-при                                                                      |               |               |               |               | 6             |               |               |               |               |               |               |
| Этап Гран-при: Cup of China                                                         |               |               |               |               | 1             | 6             | 3             | 5             | 5             | 2             | 2             |
| Этап Гран-при: Trophée Eric Bompard                                                 |               |               |               |               | 4             | 8             |               |               |               |               |               |
| Этап Гран-при: Skate America                                                        |               |               |               |               |               |               | 4             |               | 5             |               |               |
| Этап Гран-при: Skate Canada                                                         |               |               |               |               |               |               |               | 10            |               |               |               |
| Зимние Азиатские игры                                                               |               |               |               |               |               |               |               | 3             |               |               |               |
| Кубок Ниццы                                                                         |               |               |               |               |               |               |               |               | 1             |               |               |
| Азиатский трофей                                                                    |               |               | 1             |               |               |               |               |               |               |               |               |
| Международные командные                                                             |               |               |               |               |               |               |               |               |               |               |               |
| Олимпийские игры                                                                    |               |               |               |               | 7             |               |               |               | 6             |               |               |
| Командный чемпионат мира                                                            |               |               |               | 9/5*          |               | 5             |               |               |               |               |               |
| Национальные                                                                        |               |               |               |               |               |               |               |               |               |               |               |
| Чемпионат Китая                                                                     | 1             | 1             | 3             | 2             | 4             | 2             |               |               | 1             | 1             |               |
| Спартакиада народов КНР                                                             |               |               | 2             |               |               |               |               |               |               |               |               |
| Международные среди юниоров                                                         |               |               |               |               |               |               |               |               |               |               |               |
| Юношеская Олимпиада                                                                 |               |               | 1             |               |               |               |               |               |               |               |               |
| Чемпионат мира среди юниоров                                                        |               | 6             | 1             |               |               |               |               |               |               |               |               |
| Финал юниорского Гран-при                                                           |               | 2             | 2             |               |               |               |               |               |               |               |               |
| Этапы Гран-при среди юниоров, Австрия                                               |               | 1             | 1             |               |               |               |               |               |               |               |               |
| Этапы Гран-при среди юниоров, Хорватия                                              |               |               |               | 2             |               |               |               |               |               |               |               |
| Этапы Гран-при среди юниоров, Чехия                                                 |               | 1             |               |               |               |               |               |               |               |               |               |
| Этапы Гран-при среди юниоров, Италия                                                |               |               | 1             |               |               |               |               |               |               |               |               |
| Этапы Гран-при среди юниоров, Словения                                              |               |               |               | 5             |               |               |               |               |               |               |               |
| Этапы Гран-при среди юниоров, Турция                                                | 1             |               |               |               |               |               |               |               |               |               |               |
| * — место в личном зачете/командное место (с 2015 года личный зачёт не проводится). |               |               |               |               |               |               |               |               |               |               |               |